# Shorea hypochra
Shorea hypochra är en tvåhjärtbladig växtart som beskrevs av Henry Fletcher Hance. Shorea hypochra ingår i släktet Shorea och familjen Dipterocarpaceae. Inga underarter finns listade i Catalogue of Life.